# Sinocrossocheilus megalophthalmus
 Sinocrossocheilus megalophthalmus és una espècie de peix cipriniforme de la família dels ciprínids que es troba a Guangxi (Xina).